# Груз, Тамаш
Тамаш Груз (венг. Grúz Tamás; род. 8 ноября 1985, Шальготарьян) — венгерский футболист, защитник клуба «III. Керюлети».

## Карьера
В 2011 году перешёл в «Ференцварош». 24 июля 2011 года в матче против «Дьошдьёра» за клуб дебютировал. В январе 2013 года ушёл в аренду в «Сольнок».

## Ссылка
- Профиль игрока на HLSZ